# 草棉
草棉（学名：Gossypium herbaceum）为锦葵科棉属下的一个种。

## 扩展阅读
- 維基物種上的相關：草棉